# Michalis Kapsis
Michalis Kapsis (griechisch Μιχάλης Καψής; * 18. Oktober 1973 in Athen) ist ein ehemaliger griechischer Fußballspieler.

## Karriere
Er spielte einige beeindruckende Spiele für Aris Nikea und Anagennisi Artas in den frühen 1990er Jahren, bevor er Ethnikos Piräus in seiner ersten Saison dort (1993/94) half, zu den Spitzenklubs Griechenlands gezählt zu werden. Der Erfolg hatte keine negativen Auswirkungen auf Kapsis' Spiel, er kam 30 Mal zum Einsatz – die meisten Einsätze seiner Karriere. In seinen 123 Spielen für Ethnikos Piräus schoss er nur ein Tor. Er wechselte während der Saison 1998/99 zu AEK Athen.
1999 kam er noch 15 Mal für AEK zum Einsatz und wurde in den beiden darauf folgenden Saisons Stammspieler. 2001/02 wurde er für einen Streit auf dem Trainingsplatz mit Torwart Elias Atmatsidis, woraufhin AEK in den folgenden entscheidenden Wochen die Meisterschaft an Olympiakos Piräus abgab.
2002/03 spielte er sechs Mal für AEK in der UEFA Champions League und 20 Mal in der Alpha Ethniki. Kapsis war einer der wenigen, die konstant ihre Leistung brachten, als AEK in der Saison 2003/04 enttäuschenderweise nur Fünfter wurde.
Gute Vorstellungen für AEK Athen brachten Kapsis eine Nominierung in den Kader der griechischen Nationalmannschaft der Qualifikation für die Europameisterschaft 2004 für die entscheidenden Spiele gegen Spanien und die Ukraine ein; er deckte bei diesen beiden Siegen hervorragend Raúl und Andrij Schewtschenko. Er war auch stets präsent, als Griechenland bei der Euro 2004 Europameister wurde, und blieb Stammspieler in der Qualifikation für die FIFA Fußball-Weltmeisterschaft 2006.
Nach der Euro 2004 verließ er AEK und unterschrieb einen Vertrag bei Girondins Bordeaux. Er absolvierte 29 Liga-Spiele, aber kehrte danach nach Griechenland zurück und unterschrieb einen Zweijahresvertrag beim Meister Olympiakos. Im Januar 2007 wechselte er zu APOEL Nikosia, wo er im gleichen Jahr die Meisterschaft gewinnen konnte.

## Familie
Sein Vater Anthimos Kapsis spielte 1971 für Panathinaikos Athen im Europapokal der Landesmeister-Finale, das 2:0 gegen Ajax Amsterdam verloren wurde. Außerdem stand er bei Griechenlands erster Europameisterschaftsteilnahme 1980 auf dem Platz.

## Titel
- Europameister: 2004
- Griechischer Meister: 2005
- Zyprischer Meister: 2007
- Griechischer Pokalsieger: 2005

| Personendaten    | Personendaten               |
| ---------------- | --------------------------- |
| NAME             | Kapsis, Michalis            |
| ALTERNATIVNAMEN  | Καψής, Μιχάλης (griechisch) |
| KURZBESCHREIBUNG | griechischer Fußballspieler |
| GEBURTSDATUM     | 18. Oktober 1973            |
| GEBURTSORT       | Athen                       |